# Ultimate Six
Los Ultimate Six son la versión Ultimate de los Seis Siniestros. Aparecieron por primera vez en Ultimate Six #1.
Los Ultimate Six es un grupo creado por Norman Osborn y el Doctor Octopus por aquellos que compartían celda con ellos en las instalaciones de S.H.I.E.L.D. para que escaparan con ellos y les ayudaran a vengarse de Nick Furia por las vejaciones sufridas. Spiderman fue incluido en el grupo porque lo secuestraron y le obligaron a unirse o matarían a su tía, cosa que no era verdad, pues esta estaba vigilada. Estos atacaron la Casa Blanca, pero fueron derrotados por los Ultimates.
- Datos: Q28937530